# Кастелнаве
Кастелнаве (фр. Castelnavet) насеље је и општина у јужној Француској у региону Миди Пирене, у департману Жерс која припада префектури Миранд.
По подацима из 2011. године у општини је живело 134 становника, а густина насељености је износила 7,42 становника/km². Општина се простире на површини од 18,06 km². Налази се на средњој надморској висини од 305 метара (максималној 245 m, а минималној 125 m).

## Демографија
| 1962. | 1968. | 1975. | 1982. | 1990. | 1999. | 2011. |
| ----- | ----- | ----- | ----- | ----- | ----- | ----- |
| 198   | 224   | 201   | 154   | 153   | 155   | 134   |

График промене броја становника у току последњих година